# Rétablissement personnel
Cet article ne correspond pas à la législation actuellement applicable. Il doit être totalement revu ou supprimé.
 (février 2015).
 (février 2015).
 (mai 2008).
Si vous disposez d'ouvrages ou d'articles de référence ou si vous connaissez des sites web de qualité traitant du thème abordé ici, merci de compléter l'article en donnant les références utiles à sa vérifiabilité et en les liant à la section « Notes et références ».
La procédure de rétablissement personnel (en France) est régie par les articles L332-5 à L332-12 et R.332-1 et suivants du code de la consommation.

## Définition
La procédure ouverte par le juge du tribunal d'instance du ressort dans lequel est situé le domicile du demandeur à la procédure de surendettement "lorsque le débiteur se trouve dans une situation irrémédiablement compromise" (cf. article L330-1 code de la consommation) et ce, avec l'accord du débiteur.

## Interdiction d'aliéner les biens sans autorisation
À compter de ce jugement, le débiteur n'a plus le droit d'aliéner ses biens, c'est-à-dire principalement de les vendre ou de les louer, sans autorisation du juge ou du mandataire (cf ci-dessous).

## Procédure
L'orientation vers cette procédure est faite par la commission de surendettement à la suite du dépôt d'un dossier de surendettement. La commission décide d'une orientation vers une procédure de rétablissement personnel, soit à la suite d'une procédure de traitement de la situation de surendettement classique, soit directement, principalement en ce qui concerne les débiteurs qui, en raison de leur âge ou de leur état de santé, ne peuvent pas voir leur situation s'améliorer à moyen et long terme.
Désormais, depuis la loi n°2007-1787 du 20 décembre 2007 (article 6), le juge peut ouvrir la procédure de rétablissement personnel et la clôturer dans le même jugement (clôture pour insuffisance d'actifs).

## Champ d'application
Certaines dettes ne sont pas intégrées dans le champ des dettes qui peuvent être effaçables, et notamment les dettes pénales, comme les infractions au code de la route, les réparations pécuniaires allumées (dommages et intérêts) par un jugement et les dettes à caractère alimentaire (telles que pensions alimentaires, prestations compensatoires).
De même, les dettes contractées pour l'exercice d'une profession, même à titre libéral, ne sont pas admises au bénéfice de la procédure. Elles relèvent soit du tribunal de commerce soit du tribunal de grande instance dans le cadre d'une procédure collective (redressement et liquidation judiciaires),

## Procédure déclarative
La procédure est déclarative : le débiteur déclare son patrimoine actif (meubles, comptes bancaires, biens immobiliers et autres biens) et les créanciers déclarent leurs créances.
Les créanciers ont deux mois pour déclarer leurs créances à compter de la date de la publicité du jugement au BODACC. Le créancier qui ne respecte pas ce délai peut demander un relevé de forclusion au juge qui lui permettra de déclarer sa créance hors délai.
À peine d'irrecevabilité, la déclaration de créances doit comporter le montant dû en principal, les intérêts, accessoires et frais de la créance au jour de sa déclaration, l'origine de la créance, la nature du privilège ou de la sûreté (créance prioritaire, privilège...) dont elle est éventuellement assortie. La déclaration mentionne également les voies d'exécution déjà engagées.

## Nomination subsidiaire d'un mandataire judiciaire
Le juge peut, dans le jugement d'ouverture, nommer un mandataire judiciaire afin d'établir un bilan de la situation économique et sociale du débiteur. Le mandataire doit déposer son rapport dans un délai de quatre mois à compter de la réception du jugement.
Le rapport et notamment l'état des créances est adressé par lettre RAR au débiteur et aux créanciers, et par lettre simple au juge. Les intéressés ont un délai de 15 jours avant la date de l'audience à intervenir pour former leurs contestations.

## Décision du juge de l'exécution
Le juge peut soit effacer les dettes du débiteur pour insuffisance d'actifs, soit mettre en place un plan de remboursement des créanciers s'il existe une capacité de remboursement, soit prononcer la liquidation des biens du débiteur en cas d'actifs suffisants pour désintéresser les créanciers.

## Biens concernés par la liquidation
Certains biens ne peuvent pas être vendus, à savoir les biens insaisissables au sens de l'article 14 de la loi n° 91-650 du 9 juillet 1991, à savoir notamment les appareils électroménagers servant à préparer les repas, un nombre suffisant de meubles définis par la loi (une table...), etc.
De plus, les biens servant à l'exercice d'une profession ne peuvent être vendus ; il s'agit notamment du véhicule automobile qui sert dans l'exercice de la profession du débiteur.
Il en est de même concernant les biens dont les frais de mise en vente seraient supérieurs au prix à en retirer.

## Le reste à vivre en cas de plan de remboursement
Dans le cas de la mise en place d'un plan de remboursement, le débiteur doit disposer d'un "reste à vivre" suffisant qui lui permette de faire face à ses dépenses d'alimentation, d'habillement, d'hygiène, de logement... Ce reste à vivre varie suivant la situation réelle de la personne et la composition de son foyer.

## La liquidation des biens du débiteur
En cas de liquidation, le juge désigne un liquidateur qui peut être le mandataire. Le débiteur n'a plus la libre disposition de ses biens.
Le liquidateur a douze mois pour vendre les biens du débiteur à l'amiable ou, à défaut, organiser une vente forcée.
Le liquidateur répartit le produit de la vente entre les créanciers selon le rang des sûretés assortissant les créances, à savoir les créances prioritaires, privilégiées, chirographaires.

## Déchéance de la procédure
Si le débiteur a menti dans ses déclarations, ou a fait plus largement preuve de mauvaise foi, ou a vendu tout ou partie de ses biens, il encourt la déchéance du droit au bénéfice de la procédure de rétablissement personnel.
Dans ce cas, il devra s'acquitter de ses dettes ou entamer toute action qu'il jugera utile devant une autre juridiction.
La décision du juge de l'exécution est susceptible d'appel.

## Fichage FICP
Toute personne qui bénéficie d'un PRP est fichée au FICP (ce qui lui interdit, de fait, de souscrire tout nouveau crédit) pendant une durée de 5 ans.